# Adam Bălțatu
Adam Bălțatu (n. 8 aprilie 1889, Huși, Vaslui, România – d. 3 mai 1979) a fost un pictor român.

## Biografie
Și-a început școala primară în orașul natal și, din anul 1909 a continuat-o la Iași, unde s-a mutat cu familia. Tot în Iași a urmat Gimnaziul „Alexandru cel Bun” (1912 - 1914), după care s-a înscris ca audient la Școala de Belle-Arte, la clasa pictorilor și profesorilor 
Gheorghe Popovici și Constantin Artachino. Chiar din primul an de studii i s-a acordat bursa „Gh. Șiller”.
În 1917 s-a retras din Școala de Belle-Arte din Iași și a plecat la București, unde a deschis o expoziție în sala „Mozart”. În anul 1921, în urma unui concurs, a fost primit în anul VII la Institutul Superior de Belle Arte din Roma dar, după numai câteva luni, din motive financiare și de sănătate, s-a întors în țară în 1922, mai întâi la Huși, apoi la București.
Între anii 1923-1929 a deschis trei expoziții personale în capitală și a întreprins o călătorie de documentare în Italia și Franța.
Alături de Leon Alexandru Biju și Lucian Grigorescu, Gheorghe Chirovici, Paul Molda și Gheorghe Simotta a fondat „Sindicatul Artelor Frumoase”. A făcut parte din Societatea Tinerimea artistică și din Asociația Grupul nostru.
În 1950 fost numit conferențiar la Catedra de Desen, Pictură și Compoziție la Institutul de Arte Plastice „N. Grigorescu” din București, iar în 1952 a devenit profesor, funcție pe care a îndeplinit-o până în 1966.

## Operă
A debutat la Salonul Oficial al pictorilor moldoveni din 1916, cu 75 de lucrări.
Este considerat un foarte bun peisagist, dar opera sa conține și naturi statice și portrete remarcabile.
Adam Bălțatu a fost considerat de criticii vremii un pictor serios, profund, cu o tehnică bine pusă la punct. Viziunea sa artistică este impresionistă, cu o tușă lejeră.
Din punct de vedere al registrului cromatic, anii de început stau sub semnul unei viziuni artistice bazate pe acorduri sobre și tușe de culoare cu aspect catifelat, dizolvând consistența nuanțelor și făcându-le să pară ca de smalț.
A lucrat și pictură murală în câteva biserici.
A avut expoziții în Sala Mozart, cu Sabin Pop, in 1920, la Maisson d'Art (1923), Ateneu (1933, 1935, 1936, 1940, 1942, 1946, 1948), Sala Dalles (1938, 1943 și 1967).

## Distincții
- Ordinul „Meritul Cultural” în gradul de Medalie cl. I, pentru artă (1 februarie 1943)[8]
- Medalia Muncii (9 iunie 1954) „pentru merite deosebite în domeniul artelor plastice”[9]
- Ordinul Muncii clasa a III-a (1 octombrie 1957) „pentru merite deosebite în activitatea artistică”[10]
- Ordinul „Meritul Cultural” clasa a III-a (1968) „pentru activitate deosebită în domeniul artelor plastice”[11]